# Zoran Maksimović
Zoran Maksimović (en serbe cyrillique : Зоран Максимовић ; né le 18 mars 1923 à Belgrade et mort le 16 avril 2016 à Belgrade) est un géologue serbe. Ancien professeur à la Faculté des mines et de géologie de l'université de Belgrade, il a été membre de l'Académie serbe des sciences et des arts.

## Biographie
Zoran Maksimović a terminé ses études secondaires au lycée de Čačak en 1941. Il est sorti diplômé en minéralogie et en pétrologie de la Faculté de sciences naturelles de Belgrade en 1950 et, en septembre de la même année, il a été choisi pour devenir assistant de l'Institut géologique de l'Académie serbe des sciences et des arts. En tant que chercheur, il a été accepté par le British Council pour suivre des cours de spécialisation à l'Université de Cambridge, où il est resté de 1954 à 1956.
Zoran Maksimović a passé son doctorat à la Faculté de sciences naturelles de Belgrade en 1957, avec une thèse portant sur la Géochimie de la décomposition des roches ultrabasiques en Serbie. La même année, il est devenu professeur assistant de cette faculté en géochimie puis, à partir de 1963, professeur à la Faculté des mines et de géologie de l'université de Belgrade, dont il a fondé la chaire et le laboratoire de géochimie.
En tant que conférencier, Zoran Maksimović a participé à de nombreuses manifestations scientifiques nationales et internationale, notamment en Grèce, au Canada, en Hongrie, en Pologne, en Roumanie, en Russie, aux États-Unis et au Royaume-Uni.
Il a été notamment membre de la Société serbe de géologie (Srpsko geološko društvo) (1950), de la Société minéralogique de Grande-Bretagne (1954) et membre honoraire de la Société de minéralogie de Roumanie (1997).
Zoran Maksimović est mort le 16 avril 2016,,,.